# جائزة المكسيك الكبرى 1964
جائزة المكسيك الكبرى 1964 هو سباق فورمولا 1 أقيم بتاريخ 25 أكتوبر 1964 في مدينة مكسيكو. كان العاشر من أصل 10 في بطولة العالم لسباقات الفورمولا واحد موسم 1964. حلّ الأمريكي دان جورني أولا بينما جاء البريطاني جون سورتيس في المركز الثاني وحصل على المركز الثالث الإيطالي لورينزو بانديني.